# Gregg Toland

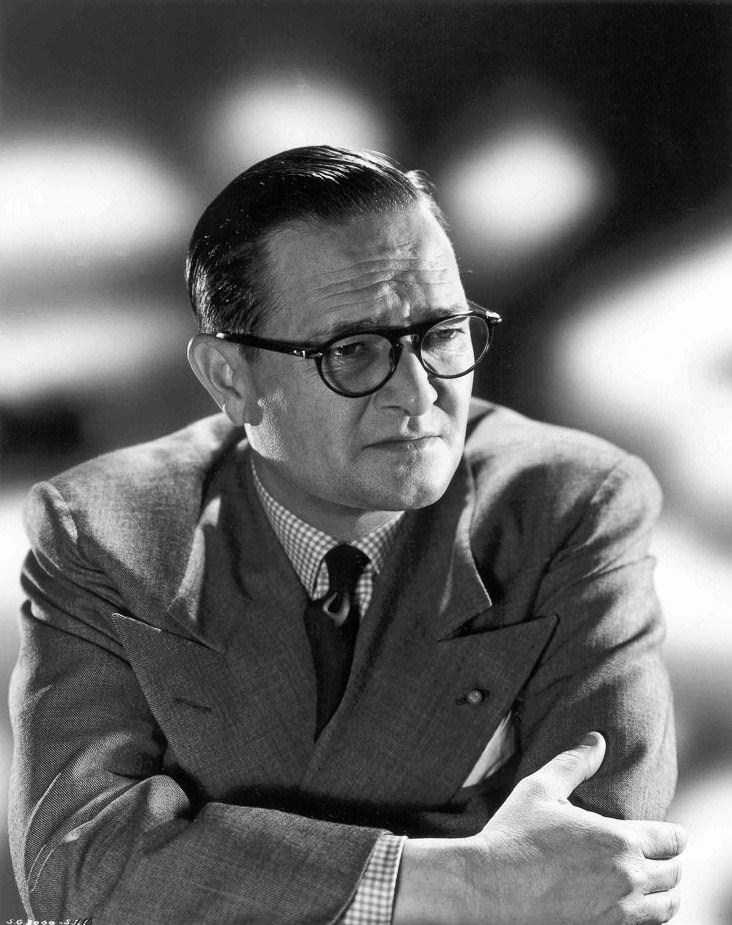
Gregg Toland in The Bishop's Wife (1947)

Gregg Toland (Charleston (Illinois), 29 mei 1904 – Hollywood (Californië), 26 september 1948) was een Amerikaans cameraman. Hij wordt beschouwd als een van de belangrijkste cameramannen aller tijden, mede door zijn innovatieve gebruik van filmtechnieken en belichting, waaronder deep-focus fotografie en high-key belichting.
Hij begon op vijftienjarige leeftijd te werken als loopjongen voor William Fox. Het jaar daarop ging hij aan de slag als assistent-cameraman. Met de komst van de geluidsfilm in 1927 maakte hij zijn naam, onder andere door het bouwen van een behuizing om de camera die voorkwam dat het storende geluid van de camera bij de geluidsapparatuur kwam. In 1929 kreeg hij zijn diploma als belichtingscameraman. Op 27-jarige leeftijd was hij de jongste zelfstandig werkende cameraman in Hollywood. Hij ging aan het werk bij verscheidene studio's, maar werkte voornamelijk voor de onafhankelijke producent Samuel Goldwyn, die hem veel vrijheid gaf om te experimenten met belichting. De door hem ontwikkelde high-key belichting gold jarenlang als Hollywoodstandaard. Hij kreeg een Academy Award voor de cinematografie van Wuthering Heights uit 1939.
Zijn belangrijkste werk is waarschijnlijk Citizen Kane van Orson Welles uit 1941. Van Welles kreeg hij volledige vrijheid om te experimenteren. Voor deze film ontwikkelde hij een nieuwe filmtechniek, de deep-focus fotografie, waardoor objecten in de achtergrond net zo helder in beeld worden gebracht als objecten in de voorgrond. Ook paste hij voor de film de Mitchell BNC camera aan, waardoor deze een grotere bewegingsvrijheid kreeg. In de eindcredits van de film deelde hij het shot met de regisseur, Welles, wat een zeer grote, zelden vertoonde eer is voor een cameraman. De deep-focus zou hij later in meer films toepassen, waaronder William Wylers The Best Years of Our Lives. Gedurende de Tweede Wereldoorlog was hij luitenant bij de filmafdeling van de marine. Hier nam hij samen met luitenant John Ford de documentaire December 7th op.
Toland stierf op 44-jarige leeftijd aan een coronaire trombose.

## Prijzen
- 1936: Academy Award voor Beste Cinematografie – Les Misérables (nominatie)
- 1938: Academy Award voor Beste Cinematografie – Dead End (nominatie)
- 1940: Academy Award voor Beste Cinematografie, zwart-wit – Intermezzo: A Love Story (nominatie)
- 1940: Academy Award voor Beste Cinematografie, zwart-wit – Wuthering Heights (gewonnen)
- 1941: Academy Award voor Beste Cinematografie, zwart-wit – The Long Voyage Home (nominatie)
- 1942: Academy Award voor Beste Cinematografie, zwart-wit – Citizen Kane (nominatie)

## Filmografie (selectie)
- Bulldog Drummond (1929, co-cinematografie)
- Queen Kelly (1929, uncredited)
- Raffles (1930, co-cinematografie)
- Palmy Days (1931)
- Les Misérables (1935)
- Mad Love (1935, co-cinematografie)
- The Dark Angel (1935)
- These Three (1936)
- Come and Get It (1936, co-cinematografie)
- Dead End (1937)
- Intermezzo: A Love Story (1939)
- Wuthering Heights (1939)
- The Long Voyage Home (1940)
- The Grapes of Wrath (1940)
- The Westerner (1940)
- Citizen Kane (1941)
- The Little Foxes (1941)
- Ball of Fire (1941)
- The Outlaw (1943)
- December 7th (1943, tevens regie)
- The Best Years of Our Lives (1946)
- Song of the South (1946, enkel live-action sequenties)
- The Bishop's Wife (1947)
- A Song Is Born (1948)